# Moenkhausia chrysargyrea
Moenkhausia chrysargyrea är en fiskart som först beskrevs av Günther, 1864.  Moenkhausia chrysargyrea ingår i släktet Moenkhausia och familjen Characidae. Inga underarter finns listade i Catalogue of Life.